# Cellarinelloides crassus
Cellarinelloides crassus är en mossdjursart som beskrevs av Moyano 1970. Cellarinelloides crassus ingår i släktet Cellarinelloides och familjen Sclerodomidae. Inga underarter finns listade i Catalogue of Life.